# Psydrax bridsoniana
Psydrax bridsoniana är en måreväxtart som beskrevs av Martin Roy Cheek och Bonaventure Sonké. Psydrax bridsoniana ingår i släktet Psydrax och familjen måreväxter. IUCN kategoriserar arten globalt som starkt hotad.
Artens utbredningsområde är Kamerun. Inga underarter finns listade i Catalogue of Life.